# Parodia microsperma
Parodia microsperma (F.A.C.Weber) Speg. è una pianta succulenta della famiglia delle Cactacee.

## Distribuzione e habitat
La specie è diffusa in Argentina nord-occidentale (Jujuy, Salta, Tucumán, Catamarca, La Rioja, San Juan e Santiago del Estero) e probabilmente in Bolivia (Tarija, San Pedro), ad altitudini comprese tra 500 e 2.000 m slm.